# Bremond
Bremond – miasto w Stanach Zjednoczonych, w stanie Teksas, w hrabstwie Robertson. 18,8% mieszkańców deklaruje polskie pochodzenie (dane z 2023). 